# Charmois-devant-Bruyères
Charmois-devant-Bruyères település Franciaországban, Vosges megyében. Lakosainak száma 379 fő (2022. január 1.). Charmois-devant-Bruyères Le Roulier, Aydoilles, La Baffe és Cheniménil községekkel határos.

## Népesség
A település népességének változása:
| Lakosok száma | 408  | 399  | 402  | 393  | 390  | 387  | 384  | 380  | 379  |
|               | 2013 | 2015 | 2016 | 2017 | 2018 | 2019 | 2020 | 2021 | 2022 |